# 格羅寧根歐羅巴公園車站
格羅寧根歐羅巴公園火車站（荷蘭語：Station Groningen Europapark）是荷蘭格羅寧根省格羅寧根的一座鐵路車站。

## 历史
車站於2007年開放，並於2012年進行了重建，現由荷兰铁路與愛瑞發營運。
車站鄰近格羅寧根足球會的主場歐羅堡球場。